# Міністерство
Міністерства — центральні органи виконавчої влади, покликані формувати та реалізувати державну політику у відповідних сферах суспільного життя (секторах державного управління), їх очолюють міністри, які за посадою є членами Кабінету міністрів і відповідно до цього мають статус політичних діячів (політиків).
У XX сторіччі багато західних країн (наприклад, Бельгія та Велика Британія) перестали використовувати термін «міністерство», замінивши його частково або повністю такими словами як департамент, офіс, державний секретаріат, публічна служба, або навіть агентство чи бюро. У деяких країнах ці терміни використовуються із специфічним значенням, наприклад, офіс може буде підрозділом департаменту.

## Міністерства за сферою
- міністерство юстиції
- міністерство фінансів
- міністерство внутрішніх справ
- міністерство оборони
- тощо

## Міністерства у світі
- міністерства України
- міністерства США